# Yıldıray Baştürk
Yıldıray Baştürk (ur. 24 grudnia 1978 w Herne) – turecki piłkarz występujący na pozycji pomocnika. Posiada także obywatelstwo niemieckie.

## Kariera klubowa
Profesjonalną karierę Baştürk zaczynał w SG Wattenscheid 09 w 1996 i już po roku przeszedł do lokalnego rywala - VfL Bochum. Przez 4 lata wystąpił w 104 meczach i strzelił 13 goli, co stanowiło odpowiednią rekomendację dla działaczy Bayeru 04 Leverkusen, którzy go kupili przed sezonem 2001/2002. Przez 2 pierwsze lata był podstawowym zawodnikiem, lecz w ostatnim sezonie gry w barwach Aptekarzy wypadł ze składu, rozgrywając zaledwie 17 meczów na 34 możliwe. W Leverkusen był wicemistrzem Niemiec, zdobył krajowy puchar, a także wystąpił w Lidze Mistrzów w sezonie 01/02, gdzie Bayer dotarł aż do finału, lecz w ostatecznej rozgrywce przegrał 1:2 z Realem Madryt, między innymi po fenomenalnej bramce Zinédine'a Zidane'a. Od sezonu 2004/2005 grał w Herthcie Berlin. Tu był pewniakiem do miejsca w podstawowej jedenastce. Dobra gra została zauważona przez VfB Stuttgart, do którego przeszedł z Herthy na zasadzie Prawa Bosmana. Po trzech sezonach w Berlinie przeszedł do VfB Stuttgart, a karierę zakończył w Blackburn Rovers F.C.

### Statystyki klubowe
| Klub                  | Sezon              | Liga               | Liga  | Liga   | Puchar kraju | Puchar kraju | Europa | Europa | Puchar ligi | Puchar ligi | Suma  | Suma   |
| Klub                  | Sezon              | Liga               | Mecze | Bramki | Mecze        | Bramki       | Mecze  | Bramki | Mecze       | Bramki      | Mecze | Bramki |
| --------------------- | ------------------ | ------------------ | ----- | ------ | ------------ | ------------ | ------ | ------ | ----------- | ----------- | ----- | ------ |
| SG Wattenscheid 09    | 1996/1997          | Regionalliga West  | 20    | 6      | 0            | 0            | –      | –      | –           | –           | 20    | 6      |
| SG Wattenscheid 09    | Ogólnie            | Ogólnie            | 20    | 6      | 0            | 0            | 0      | 0      | 0           | 0           | 20    | 6      |
| VfL Bochum            | 1997/1998          | Bundesliga         | 17    | 1      | 0            | 0            | 1      | 0      | –           | –           | 18    | 1      |
| VfL Bochum            | 1998/1999          | Bundesliga         | 28    | 1      | 3            | 0            | –      | –      | –           | –           | 31    | 1      |
| VfL Bochum            | 1999/2000          | 2. Bundesliga      | 30    | 7      | 4            | 4            | –      | –      | –           | –           | 34    | 11     |
| VfL Bochum            | 2000/2001          | Bundesliga         | 29    | 4      | 3            | 3            | –      | –      | –           | –           | 32    | 7      |
| VfL Bochum            | Ogólnie            | Ogólnie            | 104   | 13     | 10           | 7            | 1      | 0      | 0           | 0           | 115   | 20     |
| Bayer 04 Leverkusen   | 2001/2002          | Bundesliga         | 30    | 3      | 5            | 0            | 19     | 1      | 1           | 0           | 55    | 4      |
| Bayer 04 Leverkusen   | 2002/2003          | Bundesliga         | 26    | 3      | 4            | 0            | 11     | 0      | –           | –           | 41    | 3      |
| Bayer 04 Leverkusen   | 2003/2004          | Bundesliga         | 17    | 2      | 1            | 0            | –      | –      | –           | –           | 18    | 2      |
| Bayer 04 Leverkusen   | Ogólnie            | Ogólnie            | 73    | 8      | 10           | 0            | 30     | 1      | 1           | 0           | 114   | 9      |
| Hertha BSC            | 2004/2005          | Bundesliga         | 25    | 7      | 0            | 0            | –      | –      | –           | –           | 25    | 7      |
| Hertha BSC            | 2005/2006          | Bundesliga         | 27    | 6      | 2            | 0            | 7      | 0      | –           | –           | 36    | 6      |
| Hertha BSC            | 2006/2007          | Bundesliga         | 19    | 1      | 2            | 2            | 5      | 1      | 1           | 0           | 36    | 6      |
| Hertha BSC            | Ogólnie            | Ogólnie            | 71    | 14     | 4            | 2            | 12     | 1      | 1           | 0           | 88    | 17     |
| VfB Stuttgart         | 2007/2008          | Bundesliga         | 26    | 4      | 3            | 0            | 4      | 0      | –           | –           | 33    | 4      |
| VfB Stuttgart         | 2008/2009          | Bundesliga         | 4     | 0      | 1            | 0            | 4      | 0      | –           | –           | 9     | 0      |
| VfB Stuttgart         | 2009/2010 j        | Bundesliga         | 1     | 0      | 0            | 0            | –      | –      | –           | –           | 1     | 0      |
| VfB Stuttgart         | Ogólnie            | Ogólnie            | 31    | 4      | 4            | 0            | 8      | 0      | 0           | 0           | 43    | 4      |
| Blackburn Rovers F.C. | 2009/2010 w        | Premier League     | 1     | 0      | 0            | 0            | –      | –      | –           | –           | 1     | 0      |
| Blackburn Rovers F.C. | Ogólnie            | Ogólnie            | 1     | 0      | 0            | 0            | 0      | 0      | 0           | 0           | 1     | 0      |
| Ogólnie w karierze    | Ogólnie w karierze | Ogólnie w karierze | 300   | 45     | 28           | 9            | 51     | 2      | 2           | 0           | 381   | 56     |

## Kariera reprezentacyjna
W reprezentacji Turcji debiutował w 1998 i wystąpił w 49 meczach, strzelając 3 bramki. Na MŚ w 2002 wraz z kolegami zdobył brązowy medal, wygrywając w spotkaniu o 3. miejsce 3:2 z Koreą Południową.
| Gole w reprezentacji | Gole w reprezentacji | Gole w reprezentacji | Gole w reprezentacji | Gole w reprezentacji | Gole w reprezentacji | Gole w reprezentacji |
| Gol                  | Data                 | Miejsce              | Przeciwnik           | Wynik                | Rozgrywki            |                      |
| -------------------- | -------------------- | -------------------- | -------------------- | -------------------- | -------------------- | -------------------- |
| 1.                   | 14.11.2001           | Stambuł              | Austria              | 5:0                  | el. MŚ 2002          |                      |
| 2.                   | 28.04.2004           | Bruksela             | Belgia               | 2:3                  | towarzyski           |                      |
| 3.                   | 26.03.2005           | Stambuł              | Albania              | 2:0                  | el. MŚ 2006          |                      |